# Ernest Cox
Ernest Frank Guelph Cox (ur. 12 marca 1883 w Wolverhampton, zm. w 1959 w Torquay) – angielski inżynier i przedsiębiorca, właściciel firmy wydobywającej wraki.
Urodził się w rodzinie sukiennika. Szkołę porzucił mając lat trzynaście i zaczął pracować jako uczeń sukiennika. Jako samouk zdobywał wiedzę z bibliotecznych książek.
W wieku siedemnastu lat zaczął pracować w elektrowni i po trzech latach został inżynierem projektującym i prowadzącym budowę elektrowni. Mimo młodego wieku zdobył krajową sławę jako zdolny inżynier i zaproponowano mu pracę w hucie Overton Forge. Wtedy związał się z przemysłem metalowym. 
Od 1913 był współwłaścicielem firmy Cox&Danks, produkującej łuski do amunicji artyleryjskiej. Tommy Danks, kuzyn jego żony, wniósł do firmy potrzebny kapitał, jednak nie zajmował się kierowaniem firmą.
Po wojnie, gdy zapotrzebowanie na amunicję spadło, Cox postanowił zająć się złomowaniem okrętów. Wykupił udziały Danksa, lecz nie zmienił nazwy firmy. W 1921 firma posiadała już stocznię u ujścia Tamizy i zakupiła pancerniki HMS "Erin" i HMS "Orion", które pocięła, sprzedając materiał z pokaźnym zyskiem.
Cox postanowił wziąć udział w wydobywaniu wraków okrętów niemieckich samozatopionych w Scapa Flow. Admiralicja brytyjska sprzedawała prawa do podniesienia wraków po 250 funtów za niszczyciel i 1000 funtów za krążownik liniowy. Cox kupił prawa do wydobycia 26 niszczycieli i dwóch krążowników.
Pierwszym okrętem podniesionym przez firmę Cox&Danks był torpedowiec V 70. Po wydobyciu nie został pocięty, lecz przerobiona na statek warsztatowy do użytku firmy. Mimo dobrego tempa wydobywania i sukcesów w podnoszeniu dużych okrętów, przedsiębiorstwo ponosiło straty, głównie ze względu na niską cenę złomu. Po 8 latach działalności, straciwszy około 10 tysięcy funtów, firma wycofała się z prac w Scapa Flow.
Mimo że wcześniej nie był związany z pracami podwodnymi, działania w Scapa Flow i sukcesy tam odniesione (podnoszono krążowniki z głębokości 30 metrów) uczyniły z Coxa autorytet w branży. Nazywano go „człowiekiem, który kupił niemiecką flotę”. Ostatnią pracę przy wydobywaniu wraków zakończył w 1941. 
Ernest Cox był odznaczony Orderem Imperium Brytyjskiego i Orderem Łaźni.